# Elmore Leonard
Elmore John Leonard Jr., mais conhecido como Elmore Leonard (Nova Orleans, 11 de outubro de 1925 — 20 de agosto de 2013) foi um escritor e roteirista estadunidense. Suas primeiras novelas, publicadas nos anos 50 eram do gênero western, mas Leonard viria a se especializar em romances policiais e thrillers, muitos dos quais foram adaptados para o cinema.
Entre alguns de seus trabalhos mais conhecidos estão Get Shorty, Out of Sight, Hombre, Mr. Majestyk e Rum Punch, este último adaptado para o cinema por Quentin Tarantino como Jackie Brown. Alguns de seus contos também se tornaram filmes, como Three-Ten to Yuma e The Tall T, assim como Justified, série de televisão exibida no canal FX.

## Romances
| Ano                                       | Romance                                                                | Adaptação em cinema                              | Título em Portugal   | Tradutor                                      | Título no Brasil                            | Tradutor                        | Editora                        |
| ----------------------------------------- | ---------------------------------------------------------------------- | ------------------------------------------------ | -------------------- | --------------------------------------------- | ------------------------------------------- | ------------------------------- | ------------------------------ |
| 1953                                      | The Bounty Hunters                                                     |                                                  | Não publicado        |                                               | Os caçadores de recompensas                 | Aulyde Soares Rodrigues         | Rocco                          |
| 1954                                      | Law at Randado                                                         | 1990 – Border Shootout                           | Não publicado        |                                               | A lei de Randado                            | Aulyde Soares Rodrigues         | Rocco                          |
| 1956                                      | Escape from Five Shadows                                               |                                                  | Não publicado        |                                               | Fuga de cinco sombras                       | Aulyde Soares Rodrigues         | Rocco                          |
| 1959                                      | Last Stand at Saber River                                              | 1997 – Last Stand at Saber River                 | Não publicado        |                                               | O último posto no rio Sabre                 | Aulyde Soares Rodrigues         | Rocco                          |
| 1961                                      | Hombre                                                                 | 1967 – Hombre                                    | Um homem             | Alberto Cabral ( Editorial Panorama)          | Hombre                                      | Fernando Monteiro               | Rocco                          |
| 1969                                      | The Big Bounce                                                         | 1969 – The Big Bounce 2004 – The Big Bounce      | Não publicado        |                                               |                                             |                                 |                                |
| 1969                                      | The Moonshine War                                                      | 1970 – The Moonshine War                         | Não publicado        |                                               |                                             |                                 |                                |
| 1970                                      | Valdez Is Coming                                                       | 1971 – Valdez Is Coming                          | Não publicado        |                                               | Valdez vem aí                               | Ebréia de Castro Alves          | Rocco                          |
| 1972                                      | Forty Lashes Less One                                                  |                                                  | Não publicado        |                                               | Quarenta chibatadas menos uma               | Aulyde Soares Rodrigues         | Rocco                          |
| 1974                                      | Mr. Majestyk                                                           | 1974 – Mr. Majestyk                              | Não publicado        |                                               |                                             |                                 |                                |
| 1974                                      | 52 Pick-Up                                                             | 1984 – The Ambassador 1986 – 52 Pick-Up          | Não publicado        |                                               |                                             |                                 |                                |
| 1976                                      | Swag                                                                   |                                                  | Não publicado        |                                               |                                             |                                 |                                |
| 1977                                      | Unknown Man No. 89                                                     |                                                  | Não publicado        |                                               |                                             |                                 |                                |
| 1977                                      | The Hunted                                                             |                                                  | Não publicado        |                                               | N. 89, o homem desconhecido                 | Carlos Bertolozzi               | Art Editora;                   |
| 1978                                      | The Switch (                                                           | 2013 – Life of Crime                             | Não publicado        |                                               |                                             |                                 |                                |
| 1979                                      | Gunsights                                                              |                                                  | Não publicado        |                                               | Na mira da arma                             | Aulyde Soares Rodrigues         | Rocco                          |
| 1980                                      | City Primeval                                                          |                                                  | Não publicado        |                                               | Duelo final                                 | Carlos Bertolozzi               | Art Editora; Círculo do Livro  |
| 1980                                      | Gold Coast                                                             | 1997 – TV movie                                  | Não publicado        |                                               |                                             |                                 |                                |
| 1981                                      | Split Images                                                           | 1992 – TV movie                                  | Não publicado        |                                               |                                             |                                 |                                |
| 1982                                      | Cat Chaser                                                             | 1989 – Cat Chaser                                | Não publicado        |                                               |                                             |                                 |                                |
| 1983                                      | Stick                                                                  | 1985 – Stick                                     | Um homem destemido   |                                               | Um homem destemido                          | Isaac Piltcher                  | Record                         |
| 1983                                      | LaBrava Edgar Award, Melhor Romance (1984)                             |                                                  | LaBrava              | Maria Inácia Guerreiro (Editoral Presença)    | Joe Labrava                                 | Isaac Piltcher                  | Record                         |
| 1985                                      | Glitz                                                                  | 1988 – TV movie                                  | Não publicado        |                                               | Chamariz                                    | Isaac Piltcher                  | Record                         |
| 1987                                      | Bandits                                                                |                                                  | Bandidos             | Maria Madalena Esteves (Europa-América)       | Bandidos                                    | Alves Calado; Carlos Bertolozzi | Record; Nova Cultural          |
| 1987                                      | Touch                                                                  | 1997 – Touch                                     | Não publicado        |                                               |                                             |                                 |                                |
| 1988                                      | Freaky Deaky                                                           | 2012 – Freaky Deaky                              | Não publicado        |                                               | Freaky deaky : a danca frenetica            | Luiz Fernando Martins Esteves   | Nova Cultural; Best Seller;    |
| 1989                                      | Killshot                                                               | 2009 – Killshot                                  | Não publicado        |                                               | Killoshot : tiro certo                      | Haroldo Netto                   | Rocco                          |
| 1990                                      | Get Shorty                                                             | 1995 – Get Shorty                                | Um bom argumento     | Lucinda Maria Santos Silva (Difusão Cultural) | Um golpe de sorte                           | Luiz Roberto Mendes Goncalves   | Best Seller & Círculo do Livro |
| 1991                                      | Maximum Bob                                                            | 1998 – TV series Maximum Bob                     | Justiça de crocodilo | Paula Reis (Puma)                             | Maximum Bob                                 | Aulyde Soares Rodrigues         | Rocco                          |
| 1992                                      | Rum Punch                                                              | 1997 – Jackie Brown                              | Não publicado        |                                               | Ponche de rum                               | Léa Viveiros de Castro          | Rocco                          |
| 1993                                      | Pronto                                                                 | 1997 – TV movie 2010 – TV series Justified       | Não publicado        |                                               | Pronto                                      | Sonia Coutinho                  | Rocco                          |
| 1995                                      | Riding the Rap                                                         | 2010 – TV series Justified                       | Não publicado        |                                               | Cárcere Privado                             | Paulo Reis                      | Rocco                          |
| 1996                                      | Out of Sight                                                           | 1998 – Out of Sight 2003 – TV series Karen Sisco | Não publicado        |                                               | Irresistível paixão                         | Aulyde Soares Rodrigues         | Rocco                          |
| 1996                                      | Naked Came the Manatee (One chapter of serial novel)                   |                                                  | Não publicado        |                                               |                                             |                                 |                                |
| 1998                                      | Cuba Libre                                                             |                                                  | Cuba livre           | Salvato Telles de Menezes (Quetzal)           | Cuba Libre                                  | Paulo Reis                      | Rocco                          |
| Tonto Woman (One chapter of serial novel) | 2007 – Academy Awards nominated Live Action Short                      | Não publicado                                    |                      |                                               |                                             |                                 |                                |
| 1999                                      | Be Cool                                                                | 2005 – Be Cool                                   | Não publicado        |                                               | Nada a perder                               | Roberto Grey                    | Rocco                          |
| 2000                                      | Pagan Babies                                                           |                                                  | Crianças pagãs       | Maria Augusta Júdice (Teorema)                | Os órfãos de Ruanda                         | Aulyde Soares Rodrigues         | Rocco                          |
| 2001                                      | Fire in the Hole                                                       | 2010 – TV series Justified                       | Não publicado        |                                               |                                             |                                 |                                |
| 2002                                      | When the Women Come Out to Dance Anthology (includes Fire in the Hole) |                                                  | Não publicado        |                                               | Quando as mulheres saem para dançar: contos | Haroldo Netto                   | Rocco                          |
| 2002                                      | Tishomingo Blues                                                       |                                                  | Não publicado        |                                               | Cassino blues                               | Haroldo Netto                   | Rocco                          |
| 2004                                      | A Coyote's in the House                                                |                                                  | Não publicado        |                                               |                                             |                                 |                                |
| 2004                                      | Mr. Paradise                                                           |                                                  | Não publicado        |                                               |                                             |                                 |                                |
| 2005                                      | The Hot Kid                                                            |                                                  | Hot Kid              | Rita Gaña (Teorema)                           | Hot kid                                     | Pinheiro de Lemos               | Rocco                          |
| 2006                                      | Comfort to the Enemy Published serially in New York Times              |                                                  | Não publicado        |                                               |                                             |                                 |                                |
| 2007                                      | Up in Honey's Room                                                     |                                                  | Na casa de Honey     | Luís Ruivo Domingos (Teorema)                 | Os amores de Honey                          | Daniel Frazão                   | Rocco                          |
| 2009                                      | Road Dogs                                                              |                                                  | Unha com Carne       | Luís Ruivo Domingos (Teorema)                 | Os comparsas                                | André Pereira da Costa          | Rocco                          |
| 2010                                      | Djibouti                                                               |                                                  | Djibouti             | Telma Costa (Teodolito)                       |                                             |                                 |                                |
| 2012                                      | Raylan                                                                 | 2010 – TV series Justified                       | Não publicado        |                                               | Raylan                                      | George Schlesinger              | Companhia das Letras           |

## Contos
- Three-Ten to Yuma, 1953
- The captives, 1955
- The complete westerns stories os Elmore Leonard, 2004

## Roteiros para cinema
- The Moonshine war - Richard Quine, 1970
- Joe Kidd - John Sturges, 1972
- Mr. Majestyk - Richard Fleischer
- Cat Chaser - Abel Ferrara, 1989

## Prêmios
- Grand Master Edgar Award, 1992
- Louisiana Writer Award, 2006
- F. Scott Fitzgerald Literary Award, 2008
- Peabody Award, pela série de TV Justfield
- National Book Award, 2012